# Hedikhuizen

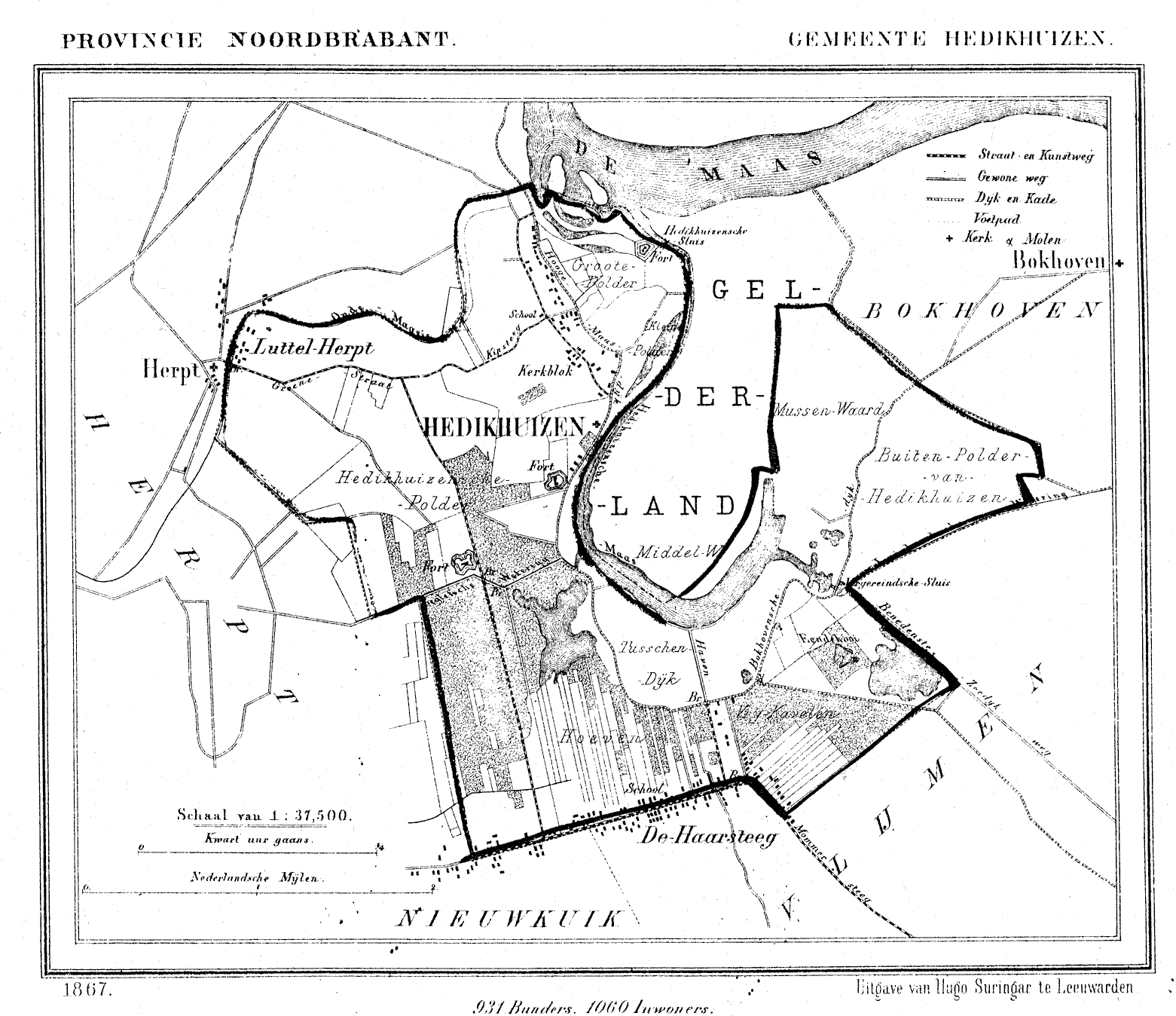
Gemeente Hedikhuizen in 1867

Hedikhuizen, in de volksmond Hékèse genaamd, is een van de kleinste dorpen  in de gemeente Heusden in de Nederlandse provincie Noord-Brabant. Het had ongeveer 200 inwoners in 1972 en 280 inwoners in 2023. De bebouwing is gegroepeerd langs de Hoge Maasdijk, die ooit het omliggende land tegen het water van de Hedikhuizense Maas moest beschermen.
Hedikhuizen behoorde tot het Land van Heusden dat in 1357 deel werd van het Graafschap Holland. Omstreeks 1810 werd het bij Noord-Brabant gevoegd.
Einde 10e eeuw was Hedikhuizen in het bezit van bisschop Notger van het Prinsbisdom Luik. In 1282 kwamen de bezittingen te Hedikhuizen aan de Abdij van Berne die ook het patronaatsrecht verkreeg. In 1598 werd de aan Sint-Lambertus gewijde kerk genaast door de Hervormden die haar sindsdien in gebruik hadden. De katholieke godsdienst werd aanvankelijk verboden, hoewel Bokhoven fungeerde als grenskerk, maar in 1683 kwam er een schuurkerk en werden de gelovigen bediend door de pastoor van Vlijmen. In 1692 kreeg de parochie Hedikhuizen weer een eigen pastoor. Een nieuwe waterstaatskerk werd gebouwd in 1846, en in hetzelfde jaar splitste de parochie Haarsteeg zich af.
In 1944 werden, tijdens de bevrijdingsdagen, de torens van de kerk opgeblazen en was men weer een tijdlang op een noodkerkje aangewezen. Een nieuwe Lambertuskerk kwam gereed in 1962. In 2003 werd de parochie samengevoegd met die van Herpt en Heusden tot de pastorale eenheid: De Bernse Maasparochies.
Hedikhuizen was tot 1935 een zelfstandige gemeente. In dat jaar werd bij herindeling de gemeente verdeeld over de toenmalige gemeenten Heusden en Vlijmen. In 1997 kwam dit alles weer bij elkaar in de nieuw gevormde fusiegemeente Heusden.

## Bezienswaardigheden
- Fort Hedikhuizen, uit 1862 was, met bijbehorende inundatiesluis, onderdeel van de Zuider Waterlinie die Holland tegen eventuele Belgische en Franse troepen moest beschermen.
- De Lambertuskerk is een voormalige hervormd kerkgebouw aan de Hoge Maasdijk 9. Het is een laatgotisch kerkje dat in 1598 door de Hervormden genaast werd. De Romaanse toren werd in 1939 gerestaureerd maar in 1944 door de Duitsers kapotgeschoten, waarbij slechts de tufstenen benedenruimte met kruisgewelf behouden bleef, zij het in sterk geschonden staat. Het eenbeukige gotische kerkje, gebouwd in de 15e eeuw, is niet meer als zodanig in gebruik maar fungeert als woonhuis.
- De katholieke Sint-Lambertuskerk is een kerk aan de Lambertusstraat in de traditie van de Bossche School uit 1962. Architect was Huub Baayens. In 2010 werd de kerk onttrokken aan de eredienst.

## Natuur en landschap
Hedikhuizen ligt aan de Hoge Dijk, die echter sinds 1475 niet langer meer een Maasdijk is. Achter de dijk liggen nu de Gelderse Waarden en de Hedikhuizense Maas, een in dat jaar afgesneden Maasbocht. De Gelderse Waarden zijn pas in 1958 bij Noord-Brabant gevoegd. Meer naar het noorden ligt de huidige Maasbedding. Ten zuiden van Hedikhuizen bevindt zich de Haarsteegse Wiel. Verder is Hedikhuizen omgeven door vooral grootschalig landbouwgebied.

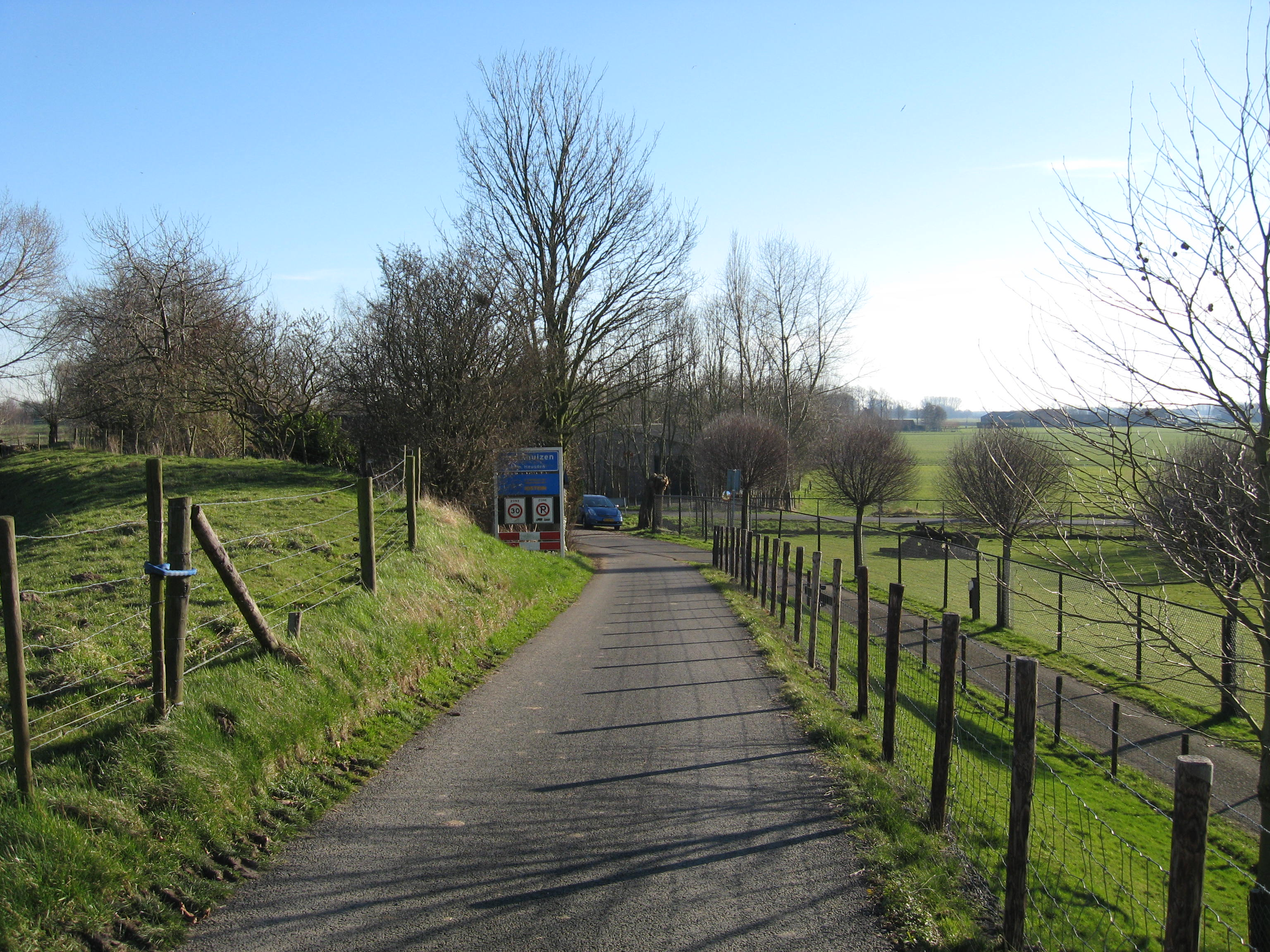
Vanaf de dijk Hedikhuizen in

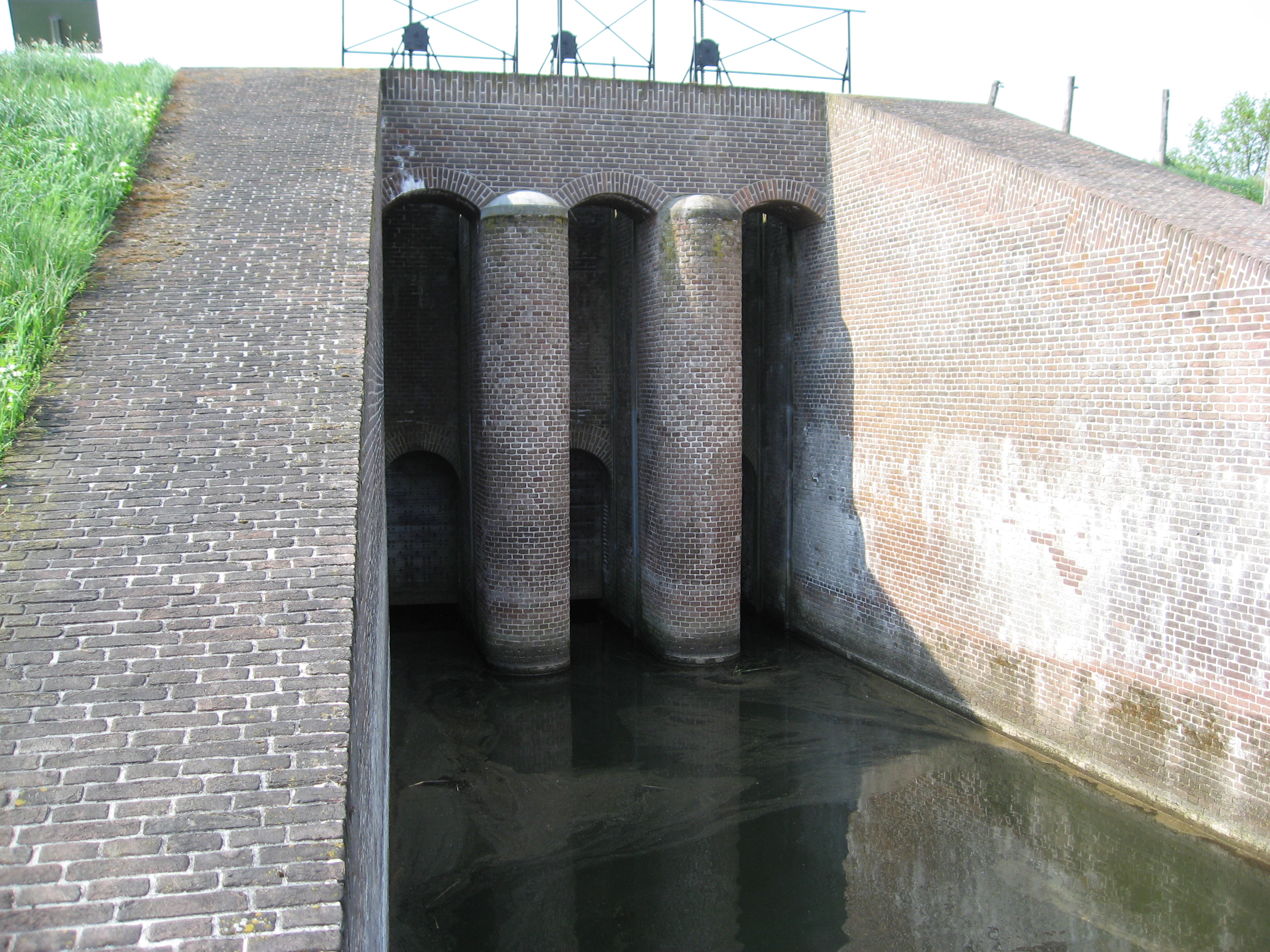
Inundatiesluis Hedikhuizen

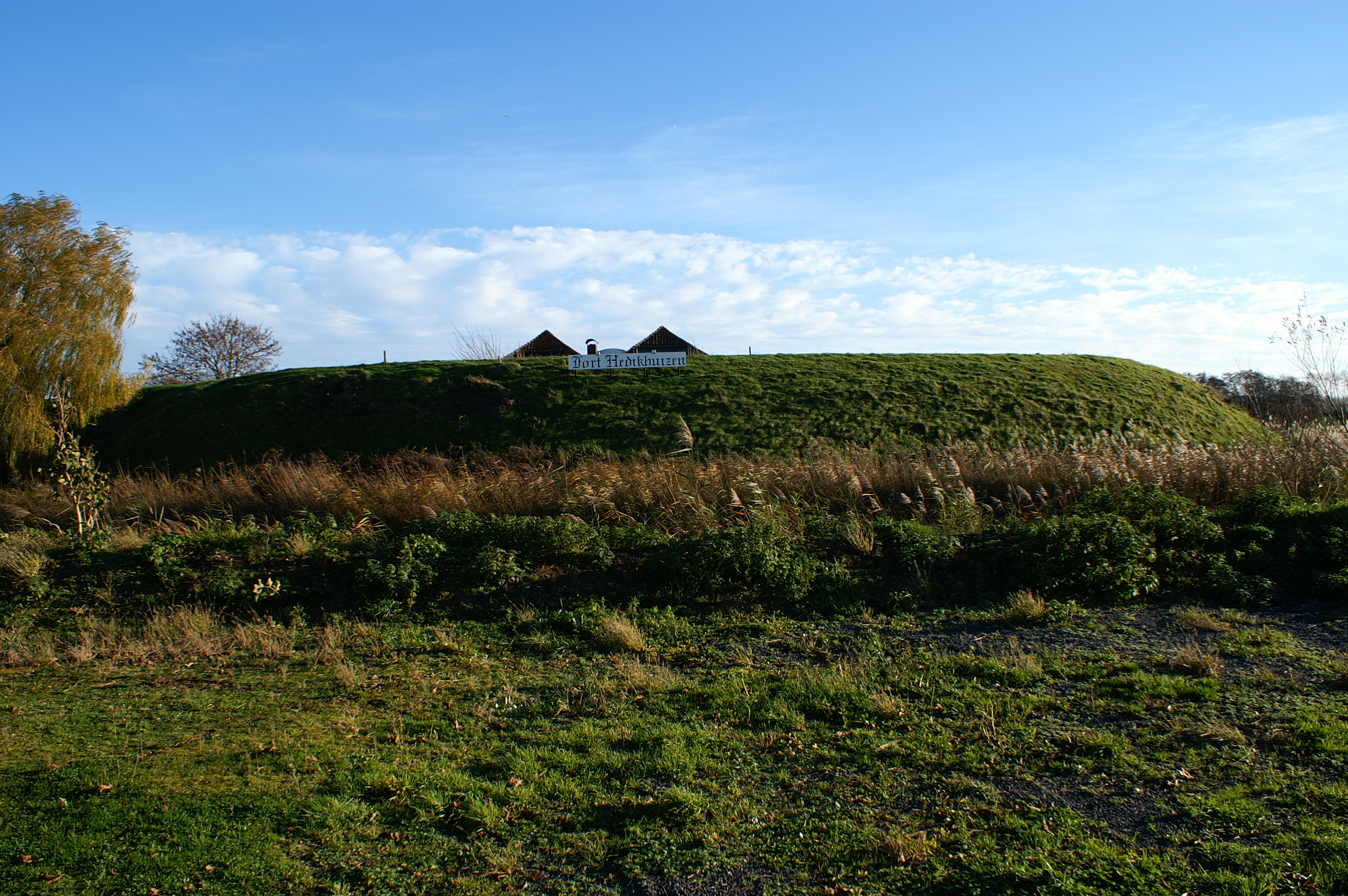
Fort Hedikhuizen

## Aangrenzende kernen
Bokhoven, Haarsteeg, Herpt